# Juan Cabral (futbolista)
Juan Antonio Cabral (Asunción, Paraguay, 19 de junio de 1984) es un futbolista paraguayo. Juega de delantero, siendo su último club la Universidad de Concepción de la Primera División de Chile donde convirtió 18 goles en 119 partidos.

## Clubes
| Club                      | País  | Año       |
| ------------------------- | ----- | --------- |
| Universidad de Concepción | Chile | 2008-2009 |
| Cobresal                  | Chile | 2009      |
| Universidad de Concepción | Chile | 2010      |
| Palestino                 | Chile | 2011      |
| Deportes Puerto Montt     | Chile | 2011      |
| Lota Schwager             | Chile | 2012      |
| Universidad de Concepción | Chile | 2013-2014 |

## Palmarés

### Campeonatos nacionales
| Título     | Club                      | País  | Año       |
| ---------- | ------------------------- | ----- | --------- |
| Copa Chile | Universidad de Concepción | Chile | 2008/2009 |
| Primera B  | Universidad de Concepción | Chile | 2013      |